# マルティン・ハラー
マルティン・ハラー（Martin Emil Ferdinand Haller、1835年12月1日 ハンブルク - 1925年10月25日 同）は、ドイツの建築家である。

## 生涯
マルティン・ハラーは1835年、法学者で後のハンブルク市長ニコラウス・フェルディナント・ハラー（Nicolaus Ferdinand Haller）の息子として生まれた。若い頃から建設工学と建築に興味を持ち、ポツダム、ベルリン、パリで学んだ。ハンブルクに戻ると、父親のつてもあって、最も有名で敬意を払われる建築家のひとりとなった。様式的にはパリでの研究が彼の作品に影響を及ぼしている。1872年から1883年まではレオポルト・ランプレヒト（Leopold Lamprecht）と、1898年から1914年まではヘルマン・ガイスラー（Hermann Geißler）とコンビを組んだ。
1880年にハンブルクの7人の建築家とラートハウスマイスターブント（Rathausbaumeisterbund）を設立し、共同でハンブルク市庁舎をデザイン、設計した。
1876年から1884年までハンブルクの建築家・技術者協会の会長を務めた。1885年から1990年までハンブルク市議会議員であった。
ハラーは新古典主義の邸宅を多く建てた。その一部は、外観だけ保存されるなどして、ハンブルクのハルヴェステフーデ地区に見られる。なかでもアルスター湖畔のアメリカ領事館（en）が彼の作品として有名である。
ハラーの設計したオフィスビルは近代的なものであった。少ない枚数の耐力壁を使う設計で、フロアプランを変更することができた。また、パーテルノステル、セントラルヒーティング、電灯を備えていた。
1865年にアントニー・シュラム（Antonie Schramm、1846年-1925年）と結婚し、1男3女を得た。
ハラーの墓はオールスドルフ墓地のW22にある。
なお、ハンブルクの「ハラー通り」の名前は父フェルディナントにちなんで付けられたものである。

## 主要作品
- 1874–1875: Stellahaus
- 1882–1883: 現・アメリカ領事館
- 1896–1897: ハンブルク市庁舎
- 1897–1898: F. Laeisz（de）
- 1899: ドレスナー銀行
- 1900–1901: アフリカハウス（ドイツ語版）
- 1901–1903: HAPAG（de）
- 1904–1908: ライスハレ
- 1907: Daniel-Schutte-Stift
- 1908–1909: Slomanhaus（de）
- 1912–1913: M・M・ヴァールブルク&CO

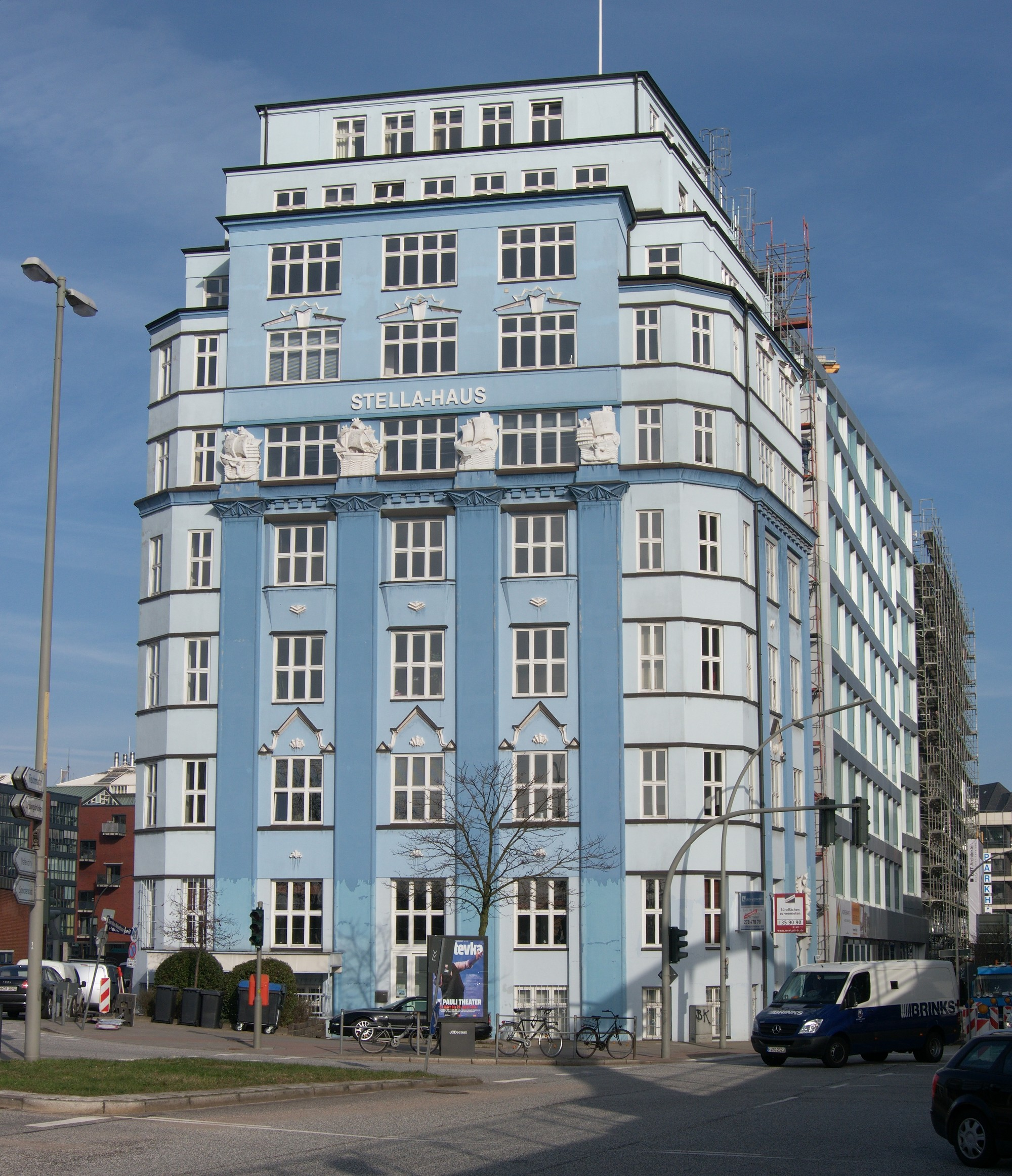
Stellahaus
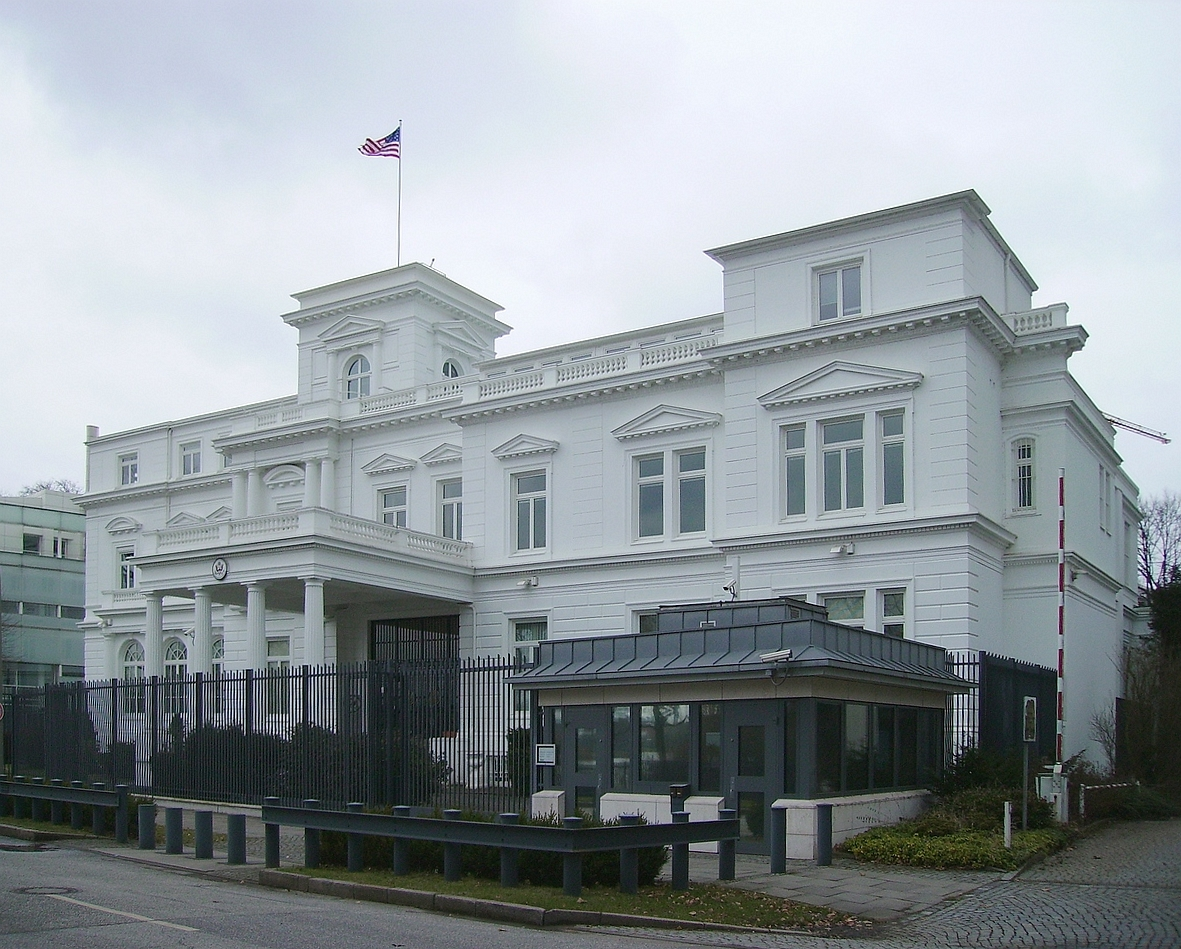
アメリカ領事館
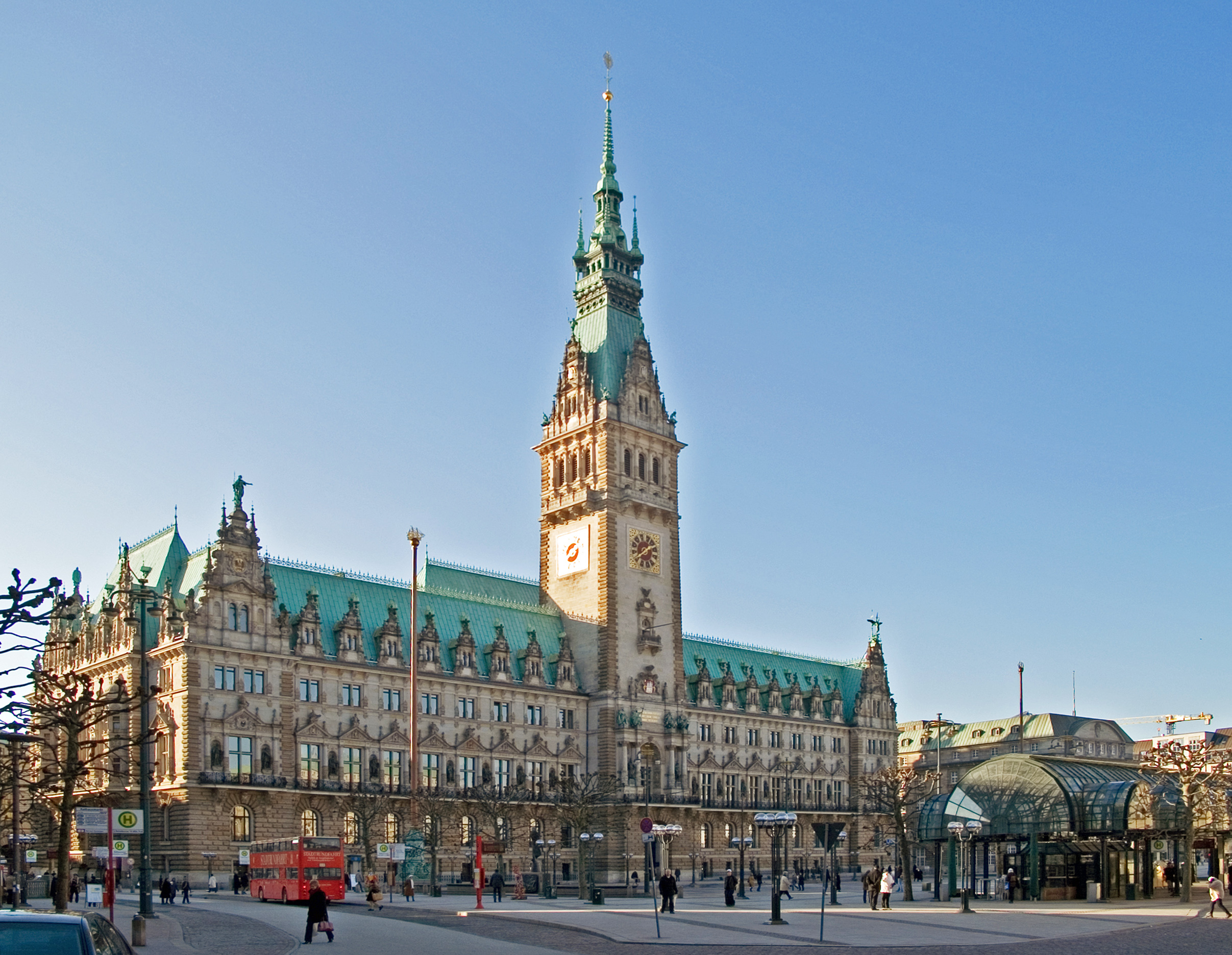
ハンブルク市庁舎
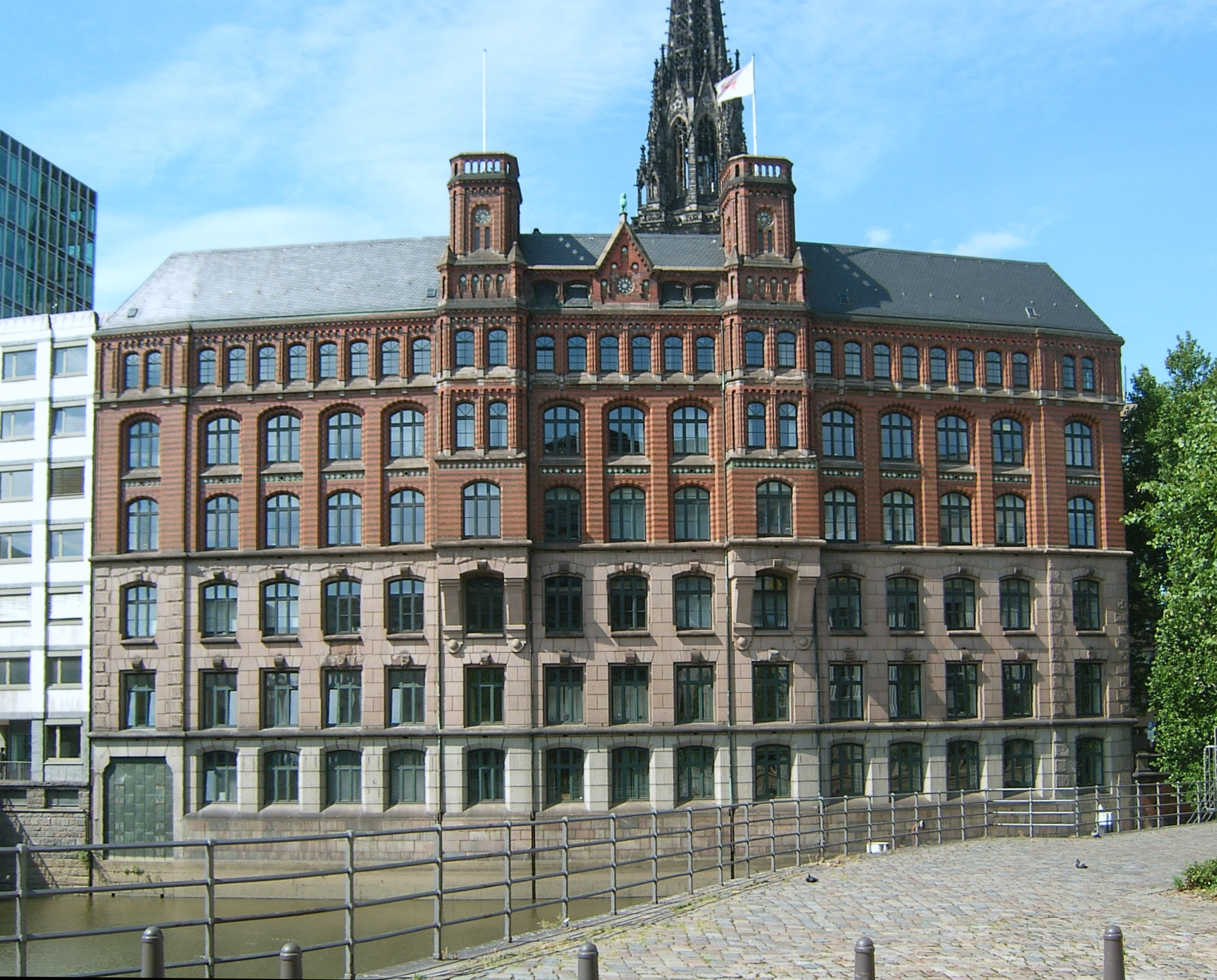
F. Laeisz
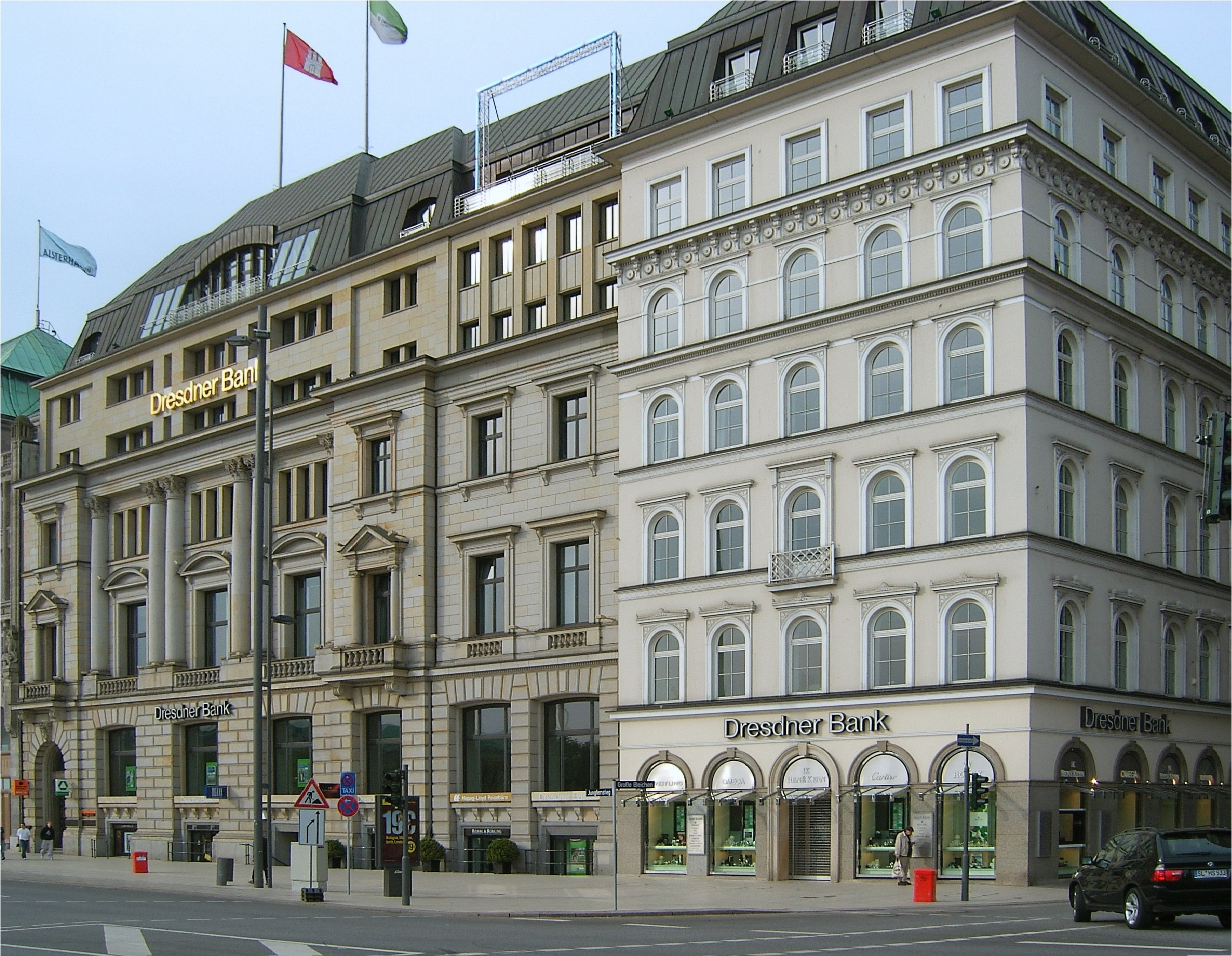
ドレスナー銀行
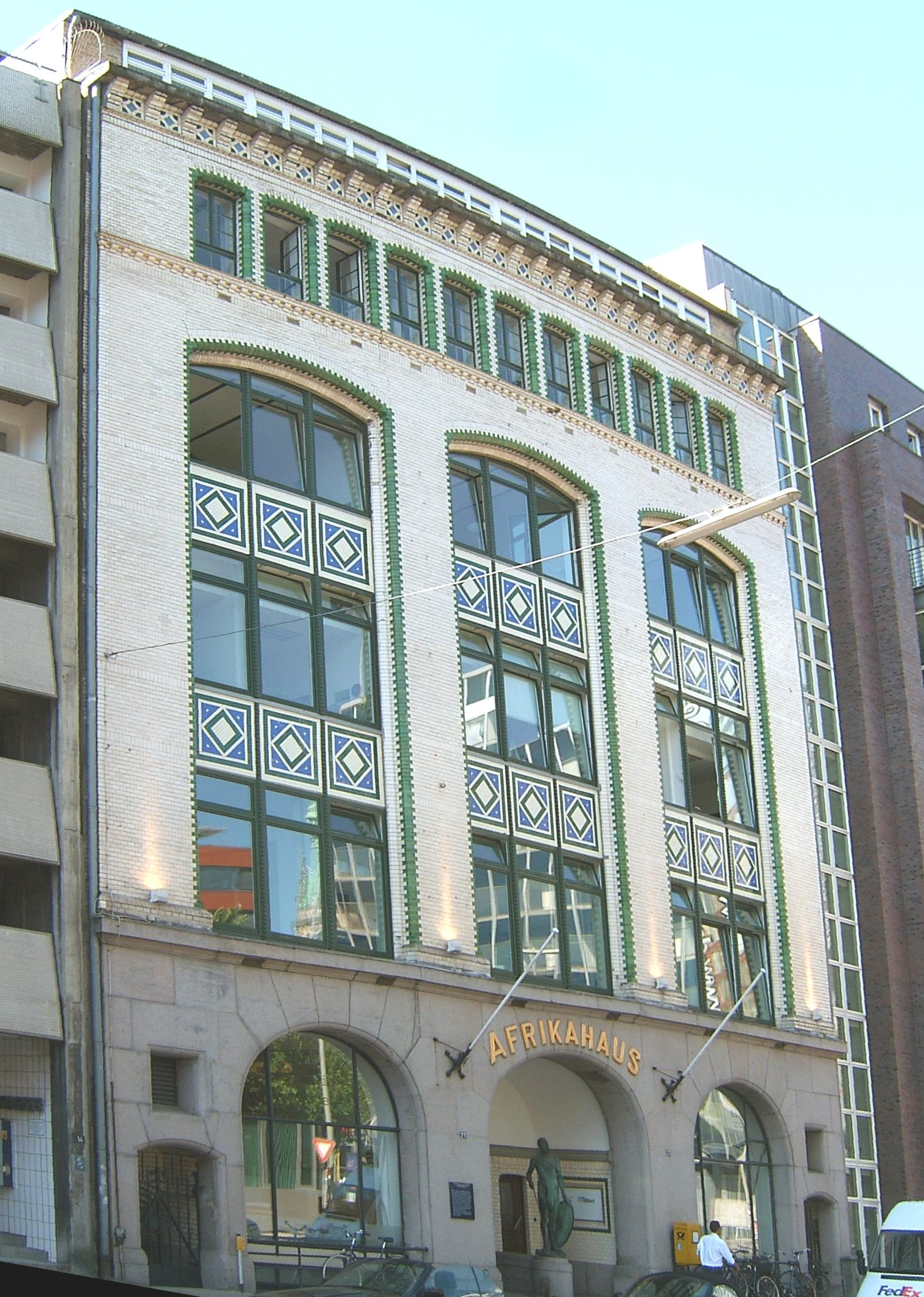
アフリカハウス
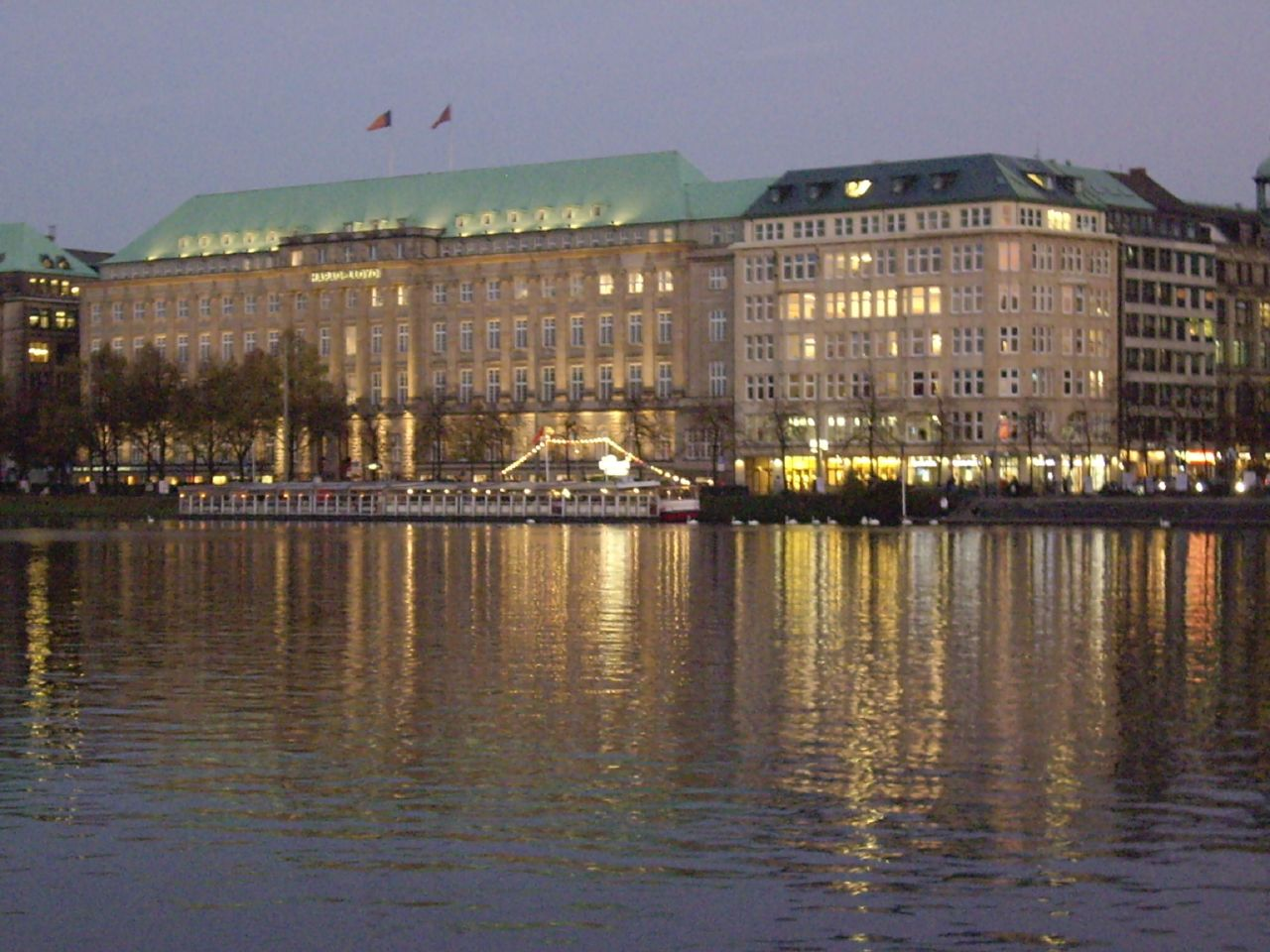
HAPAG
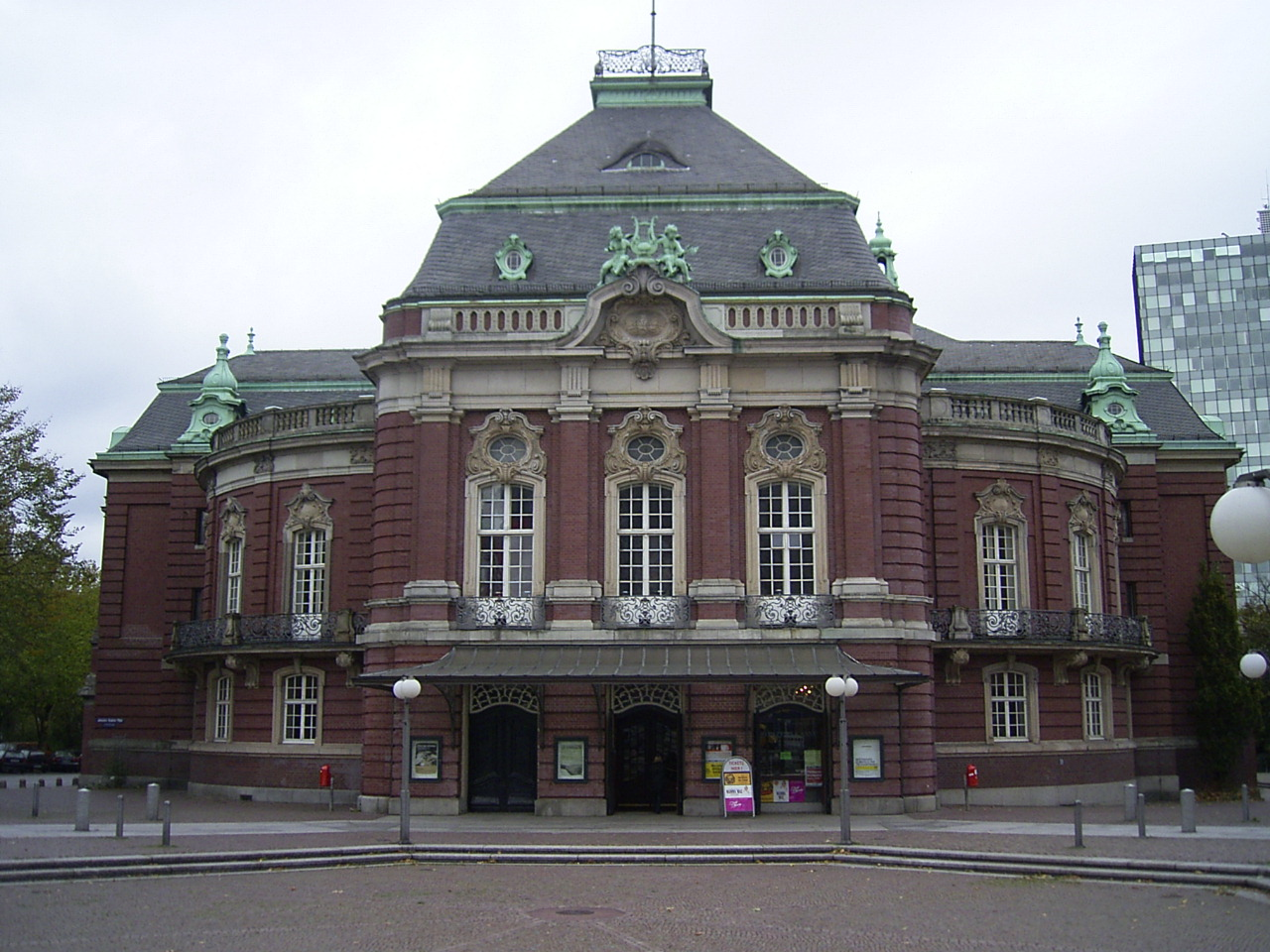
ライスハレ
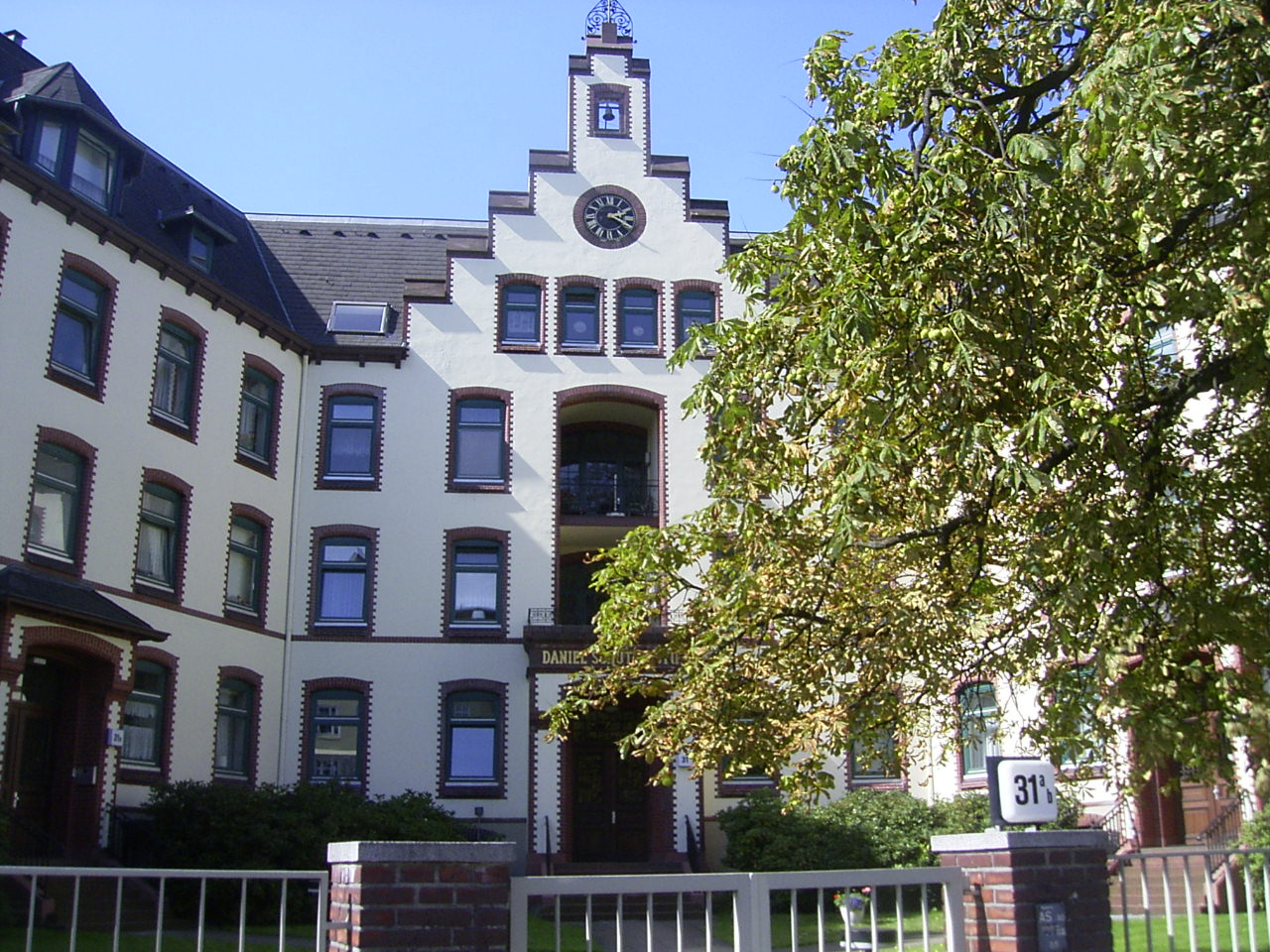
Daniel-Schutte-Stift
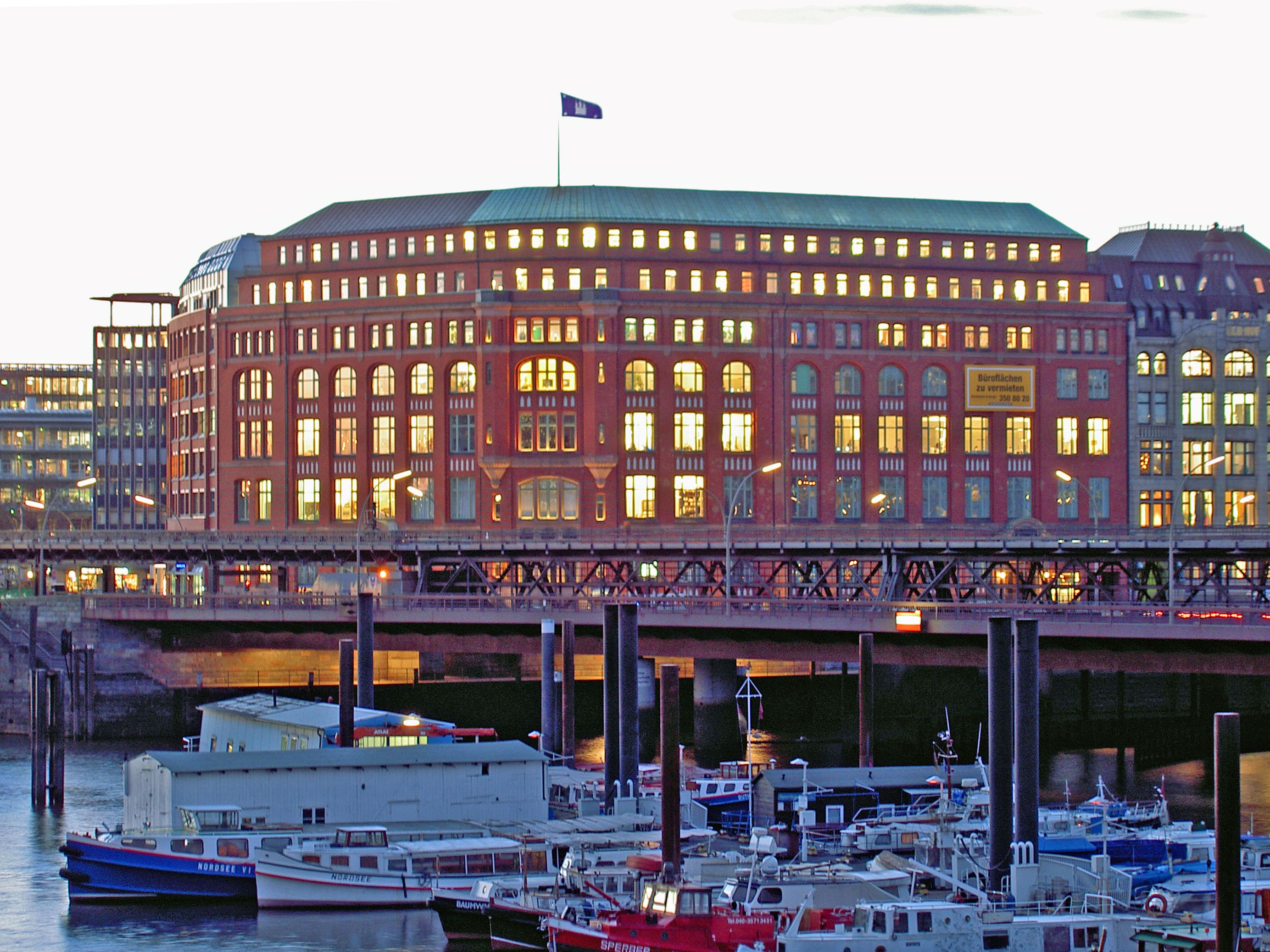
Slomanhaus
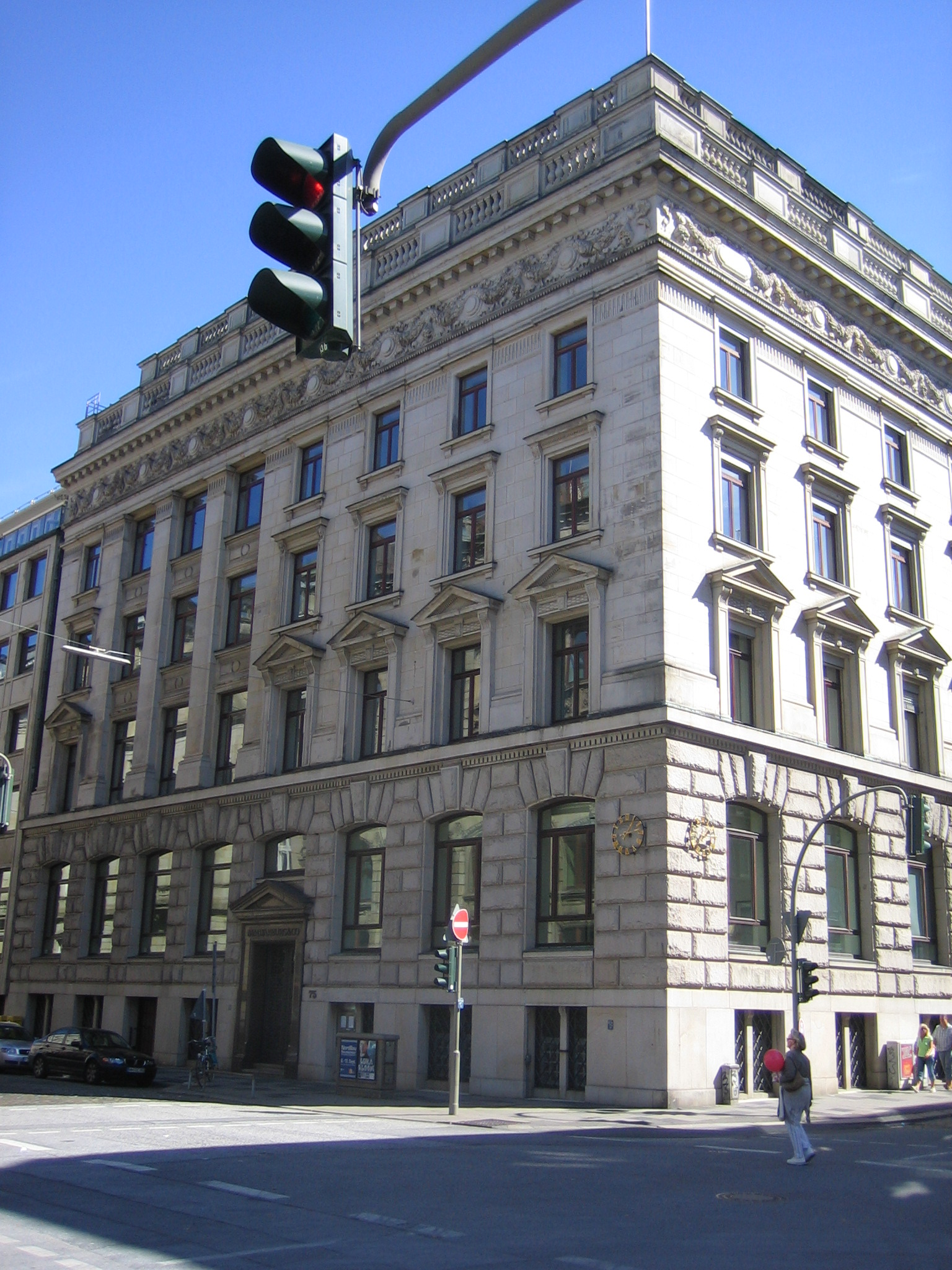
M・M・ヴァールブルク&CO